# Stod (Dél-plzeňi járás)
Stod település Csehországban, Dél-plzeňi járásban. Stod Hradec, Střelice, Přestavlky, Líšina, Chotěšov, Kotovice, Dnešice, Holýšov és Ves Touškov településekkel határos. Lakosainak száma 3628 fő (2024. január 1.).
Az 1860-as években az itteni német lakosság egy része több hullámban kivándorolt Új-Zélandra, ahol megalapították Puhoi települést.

## Népesség
A település lakosságának változását az alábbi diagram mutatja:
| Lakosok száma | 1970 | 2461 | 3164 | 2854 | 3776 | 3443 | 3608 | 3589 | 3531 | 3628 |
|               | 1869 | 1890 | 1921 | 1950 | 1980 | 2001 | 2017 | 2019 | 2022 | 2024 |